# Pipistrellus hesperidus
Pipistrellus hesperidus е вид бозайник от семейство Гладконоси прилепи (Vespertilionidae).

## Разпространение
Видът е разпространен в Бурунди, Демократична република Конго, Екваториална Гвинея (Биоко), Еритрея, Етиопия, Замбия, Зимбабве, Кабо Верде, Камерун, Кения, Либерия, Мадагаскар, Малави, Мозамбик, Нигерия, Руанда, Танзания, Уганда и Южна Африка.